# Grande Muraille
Ne doit pas être confondu avec la Grande muraille du Sud de la Chine.
Pour les articles homonymes, voir Muraille (homonymie).
La Grande Muraille (chinois simplifié : 长城 ; chinois traditionnel : 長城 ; pinyin : Chángchéng ; Wade : Ch'ang²ch'eng² ; litt. « la longue muraille »), aussi appelé « Les Grandes Murailles » est un ensemble de fortifications militaires chinoises construites, détruites et reconstruites en plusieurs fois et à plusieurs endroits entre le IIIe siècle av. J.-C. et le XVIIe siècle pour marquer et défendre la frontière nord de la Chine. C'est la structure architecturale la plus importante jamais construite par l’être humain à la fois en longueur, en surface et en masse.
Populairement, on désigne sous le nom de « Grande Muraille » la partie construite durant la dynastie Ming qui part de Shanhaiguan sur le territoire de la ville de Qinhuangdao dans la province du Hebei à l’est pour arriver à Jiayuguan dans la province du Gansu à l’ouest. Sa longueur varie selon les sources. Selon un rapport de 1990, la longueur totale des murs serait de 6 259,6 km. En raison de sa longueur, elle est surnommée en chinois « La longue muraille de dix mille li » (chinois simplifié : 万里长城 ; chinois traditionnel : 萬里長城 ; pinyin : Wànlǐ Chángchéng ; Wade : Wan⁴li³ Ch'ang²ch'eng²), le li étant une ancienne unité de longueur chinoise et dix mille symbolisant l’infini en chinois. Ce surnom peut cependant être pris dans son sens littéral par approximation, 6 700 km faisant 11 632 li dans sa valeur généralement considérée de 576 m ou 13 400 li dans sa valeur actuelle d’exactement 500 m. En moyenne, la muraille mesure 6 à 7 m de hauteur, et 4 à 5 m de largeur. En avril 2009, l'Administration d'État chargée du patrimoine culturel, ayant utilisé des techniques de mesure plus récentes, révise cette mesure et déclare une longueur de 8 851,8 km dont 6 259,6 km de murs, 359,7 km de tranchées et 2 232,5 km de barrières naturelles, telles des montagnes ou des rivières. Le même service a publié en juin 2012 une mise à jour de son étude, et estime désormais à 21 196,18 km la longueur totale de la Grande Muraille,. Cette nouvelle estimation prend en compte des parties actuellement détruites.
Depuis 1987, la Grande Muraille est classée au patrimoine mondial de l'UNESCO sous le numéro 438. En 2015, le constat est fait d'une nette dégradation de l'état général de la Grande Muraille due principalement aux conditions climatiques et aux activités humaines, et de la nécessité d'intervenir rapidement pour assurer sa sauvegarde.

## Histoire

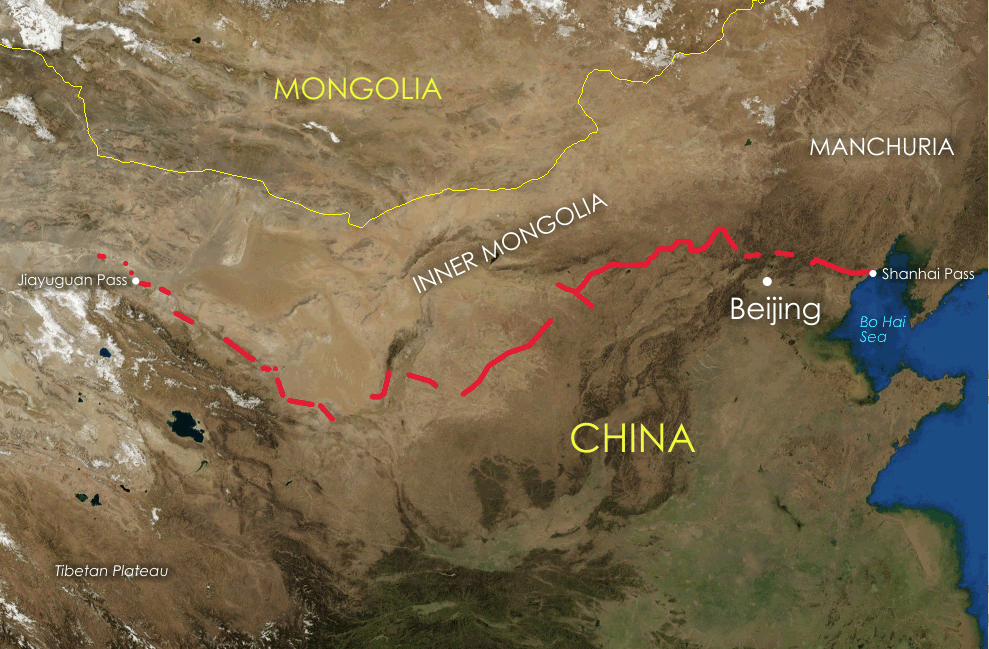
Le tracé de la Grande Muraille.

Si le terme « Grande Muraille » désigne principalement aujourd'hui les fortifications érigées pendant la dynastie Ming, plusieurs murailles construites lors des dynasties précédentes ont porté ce titre, les frontières de la Chine évoluant avec le temps.
Six sections de la muraille portent des noms spécifiques :
- Badaling[8], qui couvre environ 80 km au nord-ouest de la ville de Pékin dans le xian de Yanqing. La portion du mur qui traverse Badaling a été construite pendant la dynastie Ming ;

- Grande muraille de Hushan, partie la plus orientale initialement construite en 1469 sous la dynastie Ming ;
- Mutianyu située dans le district de Huairou, à 70 km au nord-est de Pékin, datant initialement du milieu du VIe siècle, mais reconstruit en 1368 au début de la dynastie Ming  ;
- Simatai située dans le xian de Miyun, à environ 120 km de Pékin en direction de Chengde. Bâtie initialement en 550-577, elle fut reconstruite en 1368-1398 sous la dynastie Ming et n'a pas fait l'objet depuis d'importantes restaurations ;
- Huangyaguan, petite section de la muraille située dans le nord du xian de Ji, dans la municipalité de Tianjin, à environ 126 km de la zone urbaine. Le site se trouve sur une crête de montagne escarpée et abrupte. La première construction date d' il y a environ 1 400 ans durant la dynastie Qi du Nord ;
- Jinshanling, section de 10,5 km située à 120 km au nord-est de Pékin et à une dizaine de kilomètres au sud-est du col de Gubei (province du Hebei). Elle a été construite en 1570 sous la dynastie Ming.

Traditionnellement, on divise l'histoire de la construction de la Grande Muraille en deux parties :
- l'une précédant l'unification de la dynastie Qin (221 av. J.-C.) lors de la période des Printemps et des Automnes et la période des Royaumes combattants, où les divers États et royaumes qui divisaient la Chine érigent des murs de terre à leurs frontières ;
- l'autre débutant lors de l'unification de la dynastie Qin, où l'empereur Qin Shi Huang commence la construction d'un grand mur de « dix mille lieues de long » à la frontière nord.

### Période antérieure à la dynastie Qin
Les peuples chinois construisent des murs depuis leurs plus anciennes dynasties : le mur des Erligang, construit près de la ville actuelle de Zhengzhou au début de la dynastie Shang (XVIIIe au XIIe siècle av. J.-C.) fait près de sept kilomètres de circonférence et s'élève toujours de nos jours, en certains endroits, à plus de 10 m de haut.
Au VIIIe siècle av. J.-C., début de la période dite des Printemps et des Automnes, la Chine suit un système féodal : le territoire est divisé en une centaine de fiefs ou États dirigés par des princes, en théorie tous réunis sous l'égide des rois de la dynastie Zhou. La plus vieille référence littéraire porte sur une muraille construite en 656 av. J.-C. par l'État de Qi.
Cependant au cours du temps, ces États s'annexent les uns les autres pour former de grandes principautés et au VIe siècle av. J.-C., certaines principautés au sud font sécession, comme le Chu ou le Wu. La Chine est alors vite morcelée en plusieurs royaumes indépendants se faisant la guerre et ne reconnaissant à la dynastie régnante guère plus qu'un pouvoir symbolique : c'est le début de la période des Royaumes combattants.
Vers cette époque, divers États entreprennent alors la construction de murailles pour se protéger de leurs voisins, ou des tribus non chinoises. Ainsi, vers le Ve siècle av. J.-C., l'État de Qi commence la construction d'un mur dont des parties tiennent encore aujourd'hui debout. Au milieu du IVe siècle av. J.-C., l'État de Wei entreprend à son tour la construction d'un mur sur sa frontière ouest à côté de celui du Qi, puis un deuxième mur sur sa frontière est. Il est imité par les États de Yan et Zhao. Des peuples non chinois construisent également des murailles, comme les Yiju pour se protéger du Qin.
La technique utilisée pour dresser ces murailles est celle de la terre tassée. Ses constructeurs profitèrent des caractéristiques particulières du sol chinois, un fin lœss très poussiéreux et s'agglomérant très facilement jusqu'à devenir l'équivalent en dureté de la pierre une fois tassé. Pressées entre deux planches, les couches de terre de quelques centimètres sont tassées les unes au-dessus des autres, une fois les planches retirées elles laissent un mur de terre compressé et très dur. Cette méthode permet de dresser rapidement des murs solides pouvant résister aisément plusieurs siècles, voire des millénaires.

### Dynastie Qin

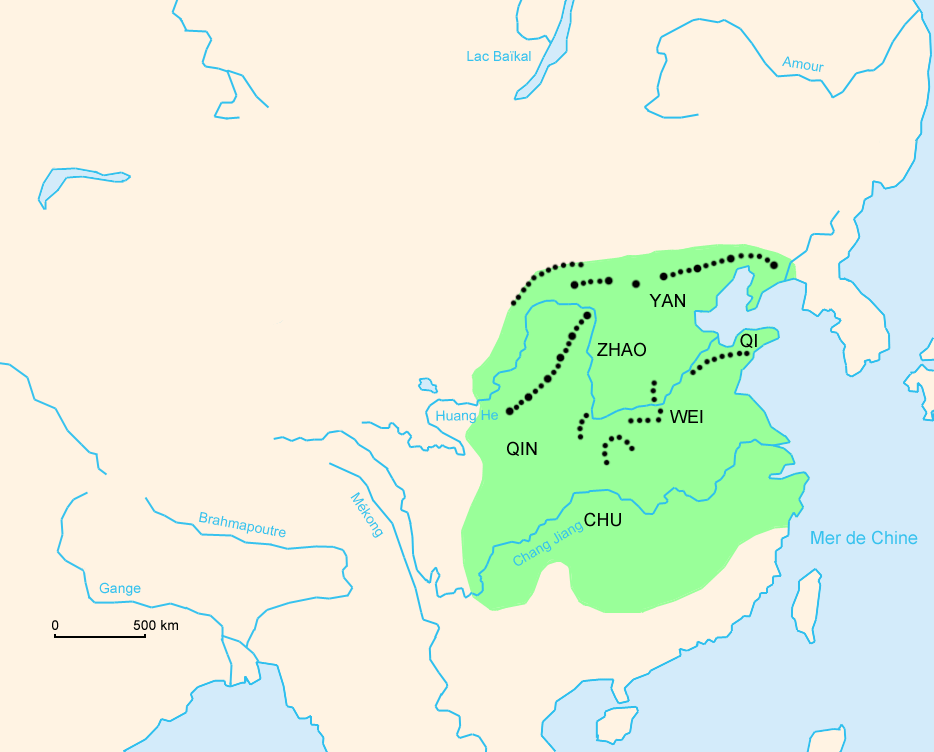
Petits points : Royaumes combattants (475 à 221 av. J.-C.).
Gros points : dynastie Qin (221 à 206 av. J.-C.).

En 221 av. J.-C., le seigneur de guerre Ying Zheng achève l'unification de la Chine et fonde la dynastie Qin dont il se proclame empereur sous le nom de règne de Qin Shi Huang. Il entreprend alors de massives réformes. À la suite des attaques des tribus Xiongnu, au nord, il envoie le général Meng Tian pour que celui-ci repousse les Xiongnu, puis entreprenne la construction d'une grande muraille au-delà du fleuve Jaune pour protéger plus efficacement les territoires nouvellement conquis.
Cependant, les détails de la construction de ce mur sont très mal connus et les avis des historiens diffèrent quant à ce qui a vraiment été accompli par Qin Shi Huang et Meng Tian. Il n'existe en tout qu'une seule source primaire relatant sa construction (principalement deux passages du Shiji), ainsi que quelques très courtes références dans les textes historiques ultérieurs comme le Livre des Han.

« Après que la dynastie Qin ait unifié l'Empire, le général Meng Tian fut envoyé au nord avec 300 000 hommes pour repousser les tribus barbares. Il conquit le Henan et construisit une grande muraille en se servant des avantages topographiques. Il construisit des forteresses aux défilés. La muraille partait de Lintao pour arriver à Liaodong sur plus de dix mille li. Elle traversait le fleuve Jaune pour arriver à Yangshan. »

— Sima Qian, Shiji, chapitre 88 : Meng Tian.

« Après que le Qin a conquis les six royaumes, l'empereur envoya le général Meng Tian avec 100 000 hommes au nord pour attaquer les barbares. Il captura le Henan et construisit des défenses autour du fleuve Jaune. Il construisit quarante-quatre villes fortifiées pour surveiller le fleuve et des soldats furent mis en garnison à la frontière. Il utilisa les montagnes, les falaises, les torrents et les vallées. La muraille partait de Lintao pour arriver à Liaodong sur plus de dix mille li et traversait le fleuve Jaune entre Yangshan et Beijia. »

— Sima Qian, Shiji, chapitre 110 : Les Xiongnu.
En dehors de ces deux textes, il n'existe pas d'autre récit concernant la muraille construite par Meng Tian. On ne sait donc ni quand elle a été construite, ni son tracé exact. Cette absence d'informations, et le fait que Sima Qian n'ait pas apporté plus d'informations dans son Shiji malgré l'ampleur apparente de l'ouvrage a étonné nombre d'historiens, et si les recherches archéologiques ont permis d'exhumer des portions de la muraille, elles apportent peu d'informations supplémentaires. Cependant, bien qu'aucune source historique ne le confirme, il est couramment admis que Meng Tian n'est pas parti de rien pour entreprendre la construction de la muraille et a probablement connecté et restauré des portions des murs des anciens Royaumes combattants.
Cependant malgré les débats entre historiens et l'absence de récits historiques, la Grande Muraille construite par la dynastie Qin reste dans l'imaginaire populaire chinois une œuvre colossale, fruit du travail forcé de milliers de bagnards, soldats, ouvriers et paysans, vision notamment renforcée par la réputation de l'empereur Qin Shi Huang qui a laissé l'image d'un monarque cruel. C'est de cette époque que date le surnom de « mur de dix mille li » (soit 5 760 km étant donné la valeur du li à l'époque de la dynastie Qin). C'est également depuis cette époque que l'on parle véritablement de « Grande Muraille ».

### Dynastie Han

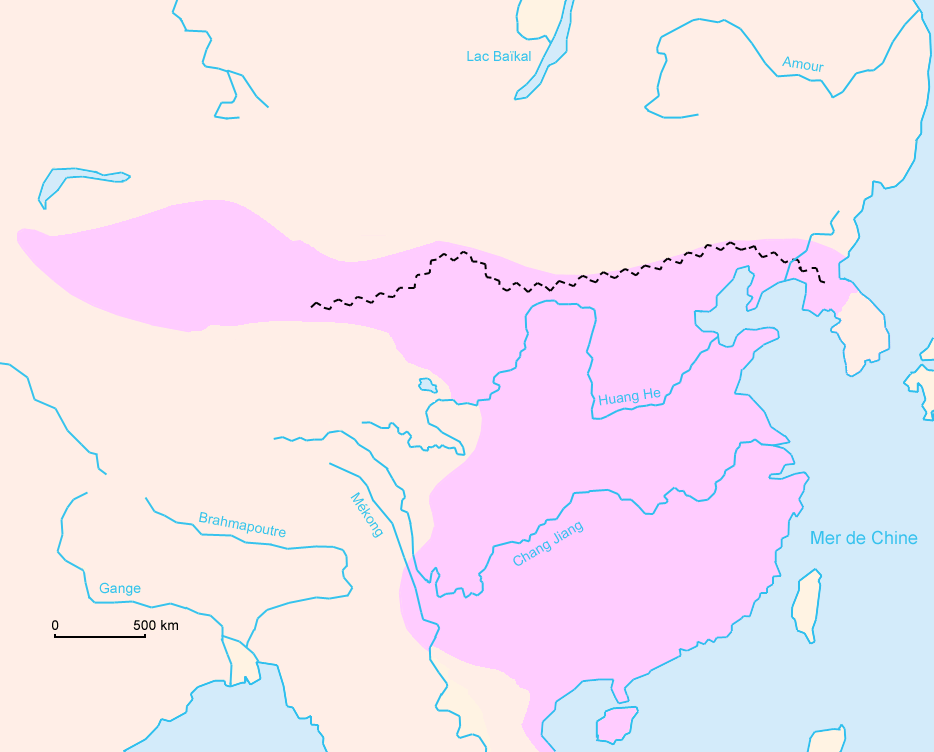
Han occidentaux (206 av. J.-C. - 25 apr. J.-C.).

En 210 av. J.-C., l'empereur Shi Huangdi meurt et la dynastie Qin qu'il avait fondée ne lui survit que quelques années. En 202 av. J.-C., Liu Bang, un ancien soldat aux origines paysannes se rend maître de la Chine et se proclame empereur sous le nom de temple de Gaozu. Affaibli par sa précédente guerre de succession contre Xiang Yu, Gaozu abandonne l'entretien de la Grande Muraille des Qin, et lorsque les Xiongnu, désormais unis en confédération, se montrent menaçants et franchissent la frontière, plutôt que d'adopter une position offensive par l'utilisation de murailles comme l'avait fait Shi Huangdi, Gaozu tente d'acheter la paix par des tributs et des « unions harmonieuses », ou heqin, c'est-à-dire l'offre de princesses chinoises aux shanyu des Xiongnu. Pendant quelques décennies, ses successeurs feront de même. Cependant la Grande Muraille n'est pas complètement abandonnée : sous l'empereur Wendi (180 à 157 av. J.-C.) un ministre recommande la création de tuntian aux frontières (sortes de colonies agraires militaires) protégées par de petites murailles dans le but de coloniser la région et gêner les incursions des Xiongnu.
C'est principalement sous le règne de l'empereur Wudi, long de plus de cinquante ans, que la construction de la Grande Muraille prend un essor considérable. En 133 av. J.-C. le statu quo entre les Chinois et les Xiongnu est rompu après le fiasco de Mayi. Contrairement à ses ancêtres, Wudi décide de prendre une attitude franchement offensive contre les Xiongnu et lance en 129 av. J.-C. une première expédition, suivie par de nombreuses autres. Wudi fait restaurer et connecter des portions de la muraille de la dynastie Qin, puis l'étend au fur et à mesure de ses campagnes à travers ce qui deviendra la route de la soie. En 119 av. J.-C., les Xiongnu sont repoussés à travers le désert de Gobi en Mongolie-Intérieure. Une nouvelle section de la muraille, longue de près de 400 km y est construite et s'y dresse encore de nos jours.

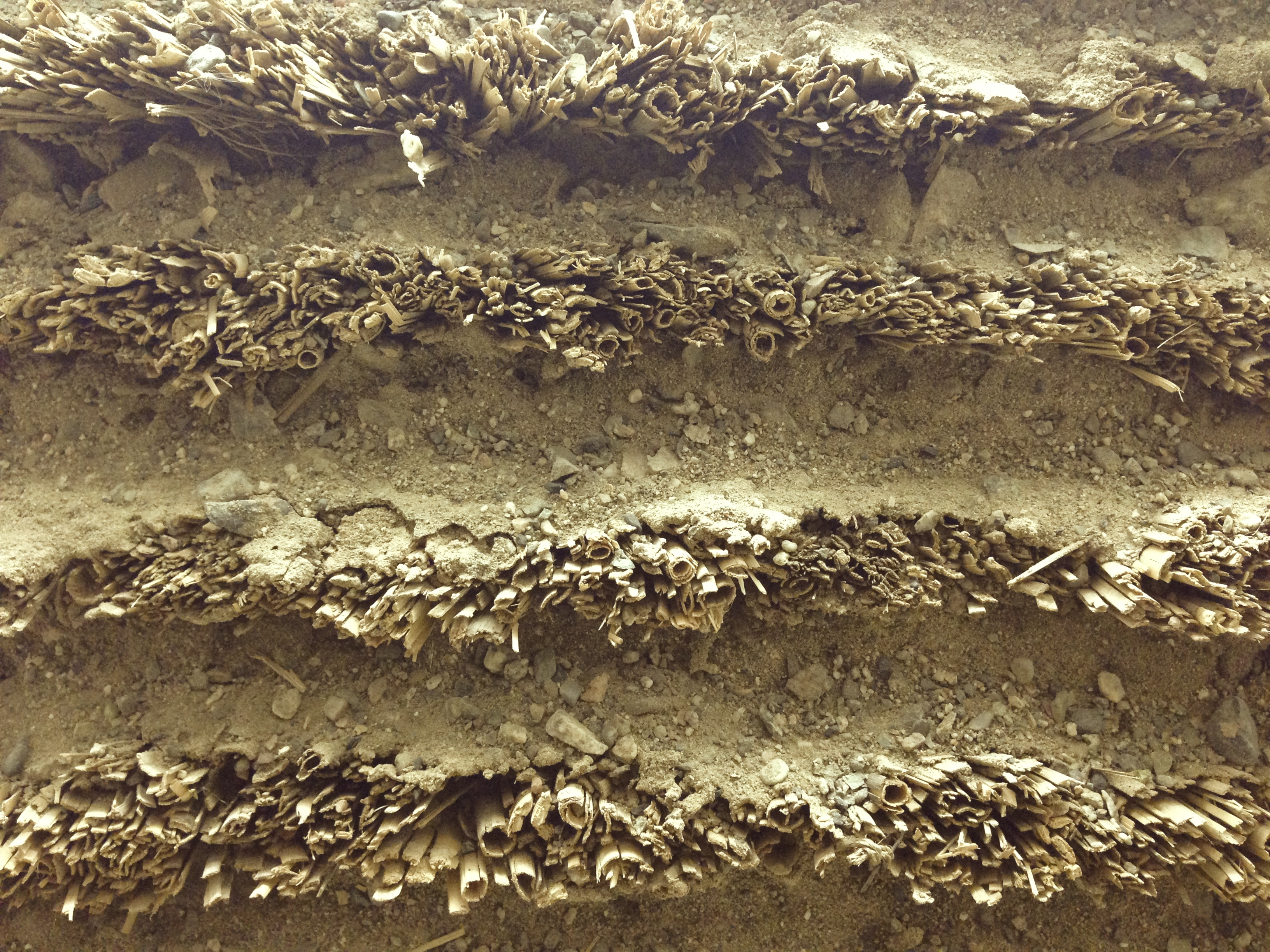
Muraille de Chine. Dynastie Han. Province du Gansu. Terre crue et gravier armé de roseaux. Cette manière de faire le mur sera remplacée, sous la dynastie Ming, par des briques de terre cuite maçonnées à la chaux mêlée de bouillie de riz.

Comme pour la muraille de la dynastie Qin, la matière première dépend alors des disponibilités des terrains tandis que le tracé et l'emplacement des tours de guet (aussi appelées « tours à fumée » ou « tours de feux de sigalement »), garnisons et passages sont choisis en fonction des avantages stratégiques naturels offerts par la configuration des régions. La section construite dans le désert de Gobi est notamment remarquable par l'utilisation des cailloux présents dans les sables locaux : en tamisant le sable, les ouvriers obtiennent du gravier. Les murs sont alors bâtis en alternant les couches tassées de gravier, de terre et de roseaux, puis sont recouverts d'argile afin d'être à la fois protégés de l'érosion et difficiles à escalader.
Des forts sont construits à côté des murailles, voire directement intégrés aux murs, et un système de signaux de fumée permet de prévenir d'une attaque xiongnu. Afin de garantir la rapidité de l'arrivée des renforts, l'armée fait principalement usage de cavalerie légère. La Grande Muraille traverse également les importantes routes commerciales, permettant le contrôle des imports. Sur environ vingt ans, Wudi aura prolongé la Grande Muraille de près de mille kilomètres. Vers 90 av. J.-C., les offensives xiongnu se font de plus en plus rares et durant environ un siècle et demi la construction de la muraille se voit ralentie.
En 9 apr. J.-C., la dynastie Han est éclipsée par l'éphémère dynastie Xin avant d'être restaurée en 23 par l'empereur Geng Shidi. Celui-ci doit faire face à des guerres civiles, et lorsque l'empereur Guang Wudi monte sur le trône deux ans plus tard, son armée est trop affaiblie pour contenir efficacement les Xiongnu. Il ordonne la construction de quatre nouvelles murailles pour ralentir leur avancée et protéger la capitale. Finalement, vers 48, les Xiongnu connaissent des dissensions internes et se divisent en deux groupes : les Xiongnu septentrionaux et les Xiongnu méridionaux. Les seconds font tampon entre leurs homologues du Nord et la Chine ; ils se montrent relativement disposés à coexister avec cette dernière, ce qui met un hiatus à la construction de nouveaux murs.

### Dynasties du Nord et du Sud
Vers la fin de la dynastie Han, l'Empire doit faire face à de nombreuses rébellions et guerres civiles, notamment la rébellion des Turbans jaunes (184-205). Même si les seigneurs de guerre du nord comme Yuan Shao ou Cao Cao doivent occasionnellement faire face aux rébellions des Xiongnu, l'état de l'Empire force plus à se concentrer sur les luttes intestines. Cao Cao parvient cependant à rallier les Xiongnu méridionaux à lui tout en les divisant en cinq groupes montés les uns contre les autres et donc moins enclins à se rebeller contre lui, diminuant par là grandement l'utilité de la Grande Muraille. À la fin de la dynastie Han, la Chine est divisée en Trois Royaumes séparés par des frontières et se faisant continuellement la guerre, rendant la construction et l'entretien de grandes murailles peu pertinents. Ce n'est pas avant la fin de la dynastie Wei du Nord, vers le VIe siècle, qu'apparaît le projet de construire une nouvelle Grande Muraille. Cependant ce projet ne sera jamais mis à exécution, et de tous les royaumes rivaux de l'époque, seul le Qi construit des murs.

### Dynastie Sui

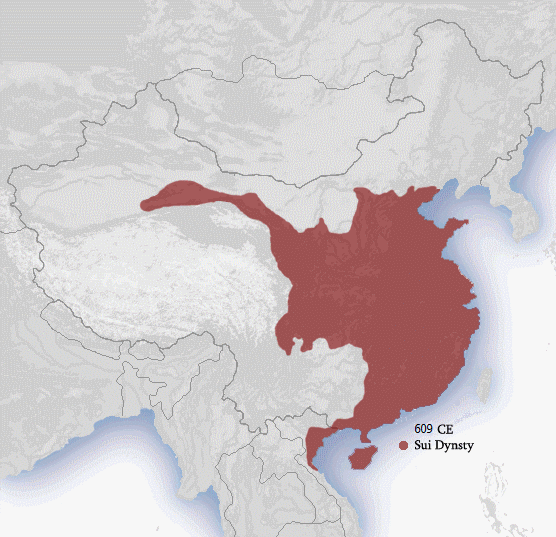
Dynastie Sui (580-618)

Ce n'est qu'en 581 que le général Yang Jiang réussit à unifier la Chine sous le règne de l'empire Sui.
Entre 580 et 618 après J.-C., la dynastie Sui a construit de nombreuses fortifications et envoyé des centaines de milliers, voire des millions de travailleurs forcés, dont beaucoup sont morts sur les chantiers de construction. Cela a donc contribué à un certain rejet de la Grande Muraille dans la culture chinoise. La dynastie Sui a rapidement disparu en raison de guerres extérieures contre le royaume de Goguryeo, qui s'étendait à la Corée, à la Mandchourie et à une partie de ce qui est aujourd'hui l'Extrême-Orient russe.

### Dynastie Jin
Pendant la Dynastie Jin (1115-1234), ceux-ci construisirent la Grande muraille de la période Jin (金代长城 / 金代長城, jīndài chángchéng, 金朝长城, 金长城 ou 金界壕) qui mesure environ 1930 Km, dont, 140 Km, sont situés sur le territoire de l'actuelle ville-district de Zhalantun (à Hulunbuir), en Mongolie-Intérieure.

### Dynastie Ming 1368-1644

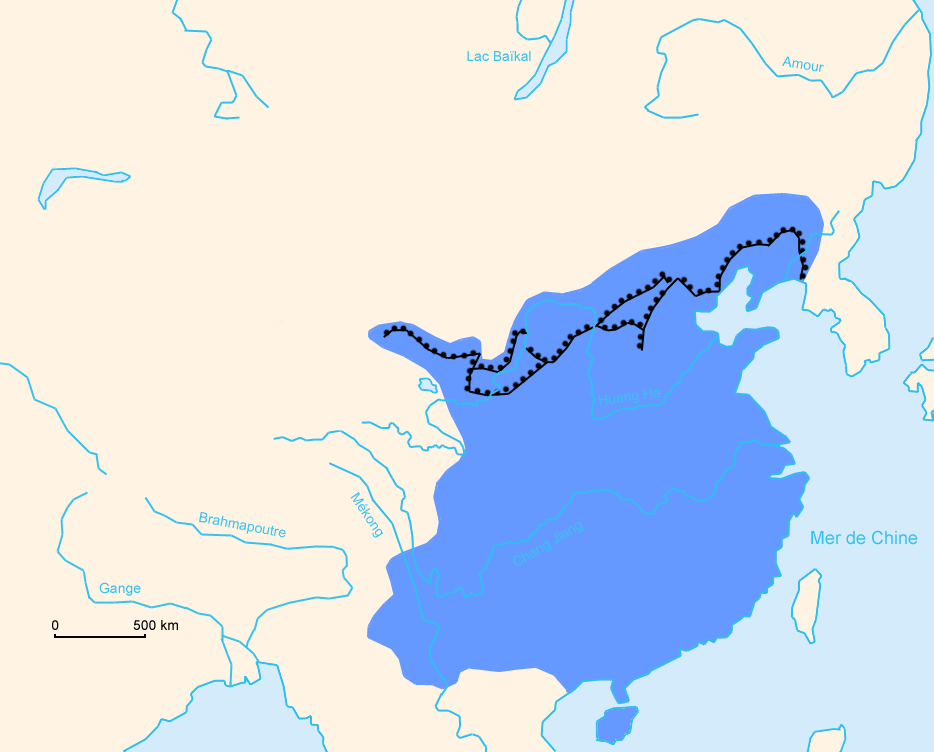
Dynastie Ming (1368-1644).

La dynastie Ming (明朝, míng cháo) est une lignée d'empereurs de Chine. Par métonymie, la dynastie Ming désigne aussi l'époque couvrant la durée du règne de celle-ci. Elle suit la dynastie Yuan, précède la dynastie Qing et est fondée par la famille des Zhu.
C'est sous la dynastie Ming que la muraille prend sa forme actuelle pour empêcher les armées mongoles et mandchoues d'envahir la Chine.
La construction de la muraille s'étale sur deux périodes :
- La première période de construction de la grande muraille se situe entre 1403 et 1435 sous l'empereur Yongle 永乐 (1402-1424). C'est sous l'empereur Yongle que la capitale est transférée de Nankin à Beijing, rapprochant ainsi le centre du pouvoir des steppes. Pour assurer la protection de la capitale et des territoires du nord, la construction de la muraille suit le tracé des précédentes constructions (dynastie des Qi du Nord et des Sui 随).
- La seconde période se situe vers 1465 sous l'ère Zhentong 正統. À cette époque, la dynastie Ming subit de grandes pressions extérieures, piraterie ou encore empire oirat unifié, nécessitant de placer la construction de la muraille plus à l'intérieur des terres que les précédentes parties. Ces morceaux sont nommés « grande muraille intérieure », 内长城.

Vers le milieu du XVIe siècle, l'empereur Jiajing refuse tout commerce avec les Mongols qui sont devenus puissants et continue de faire bâtir plus de fortifications à l'ouest afin de les bloquer. Les Mongols les attaquent à plusieurs reprises afin de les piller pendant une centaine d'années. En 1572, une grande muraille en pierre et briques est érigée au Nord, coupant tout lien avec les Mongols. En 1644, la dynastie Ming est renversée par les Qing qui règnent jusqu'au début du XXe siècle.
Sous le règne des Qing, les frontières de la Chine s'étendent au-delà des murs et la Mongolie est annexée à l'empire, de sorte que les constructions sur la Grande Muraille sont interrompues.

## Géographie

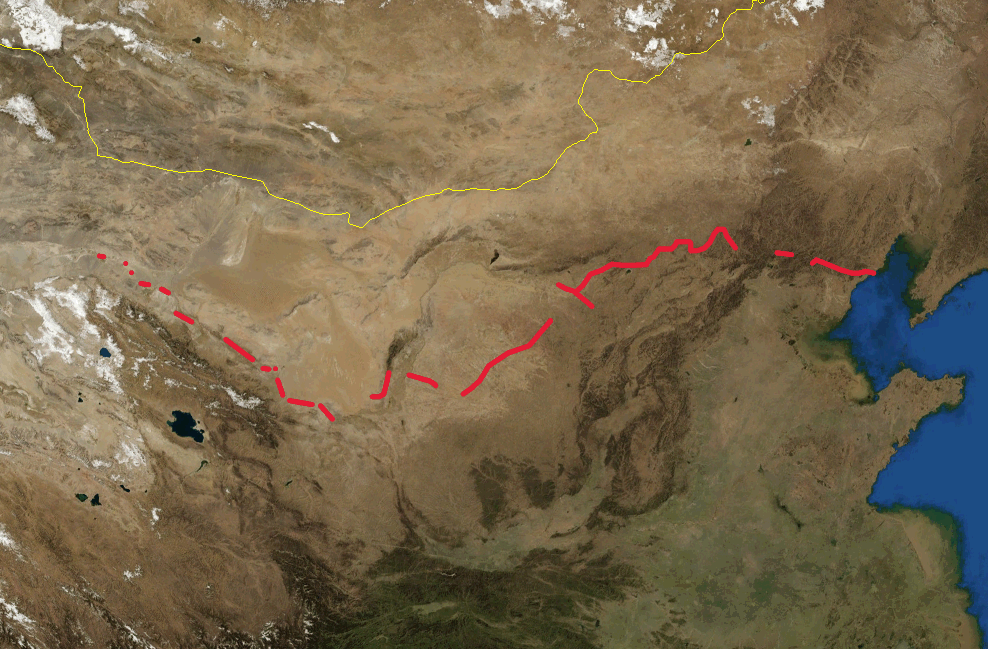
La Grande Muraille sur une image satellite.

La Grande Muraille est située en Chine, au nord. Elle part de la frontière avec la côte au nord de Pékin et va jusqu'au désert de Gobi.

## Architecture

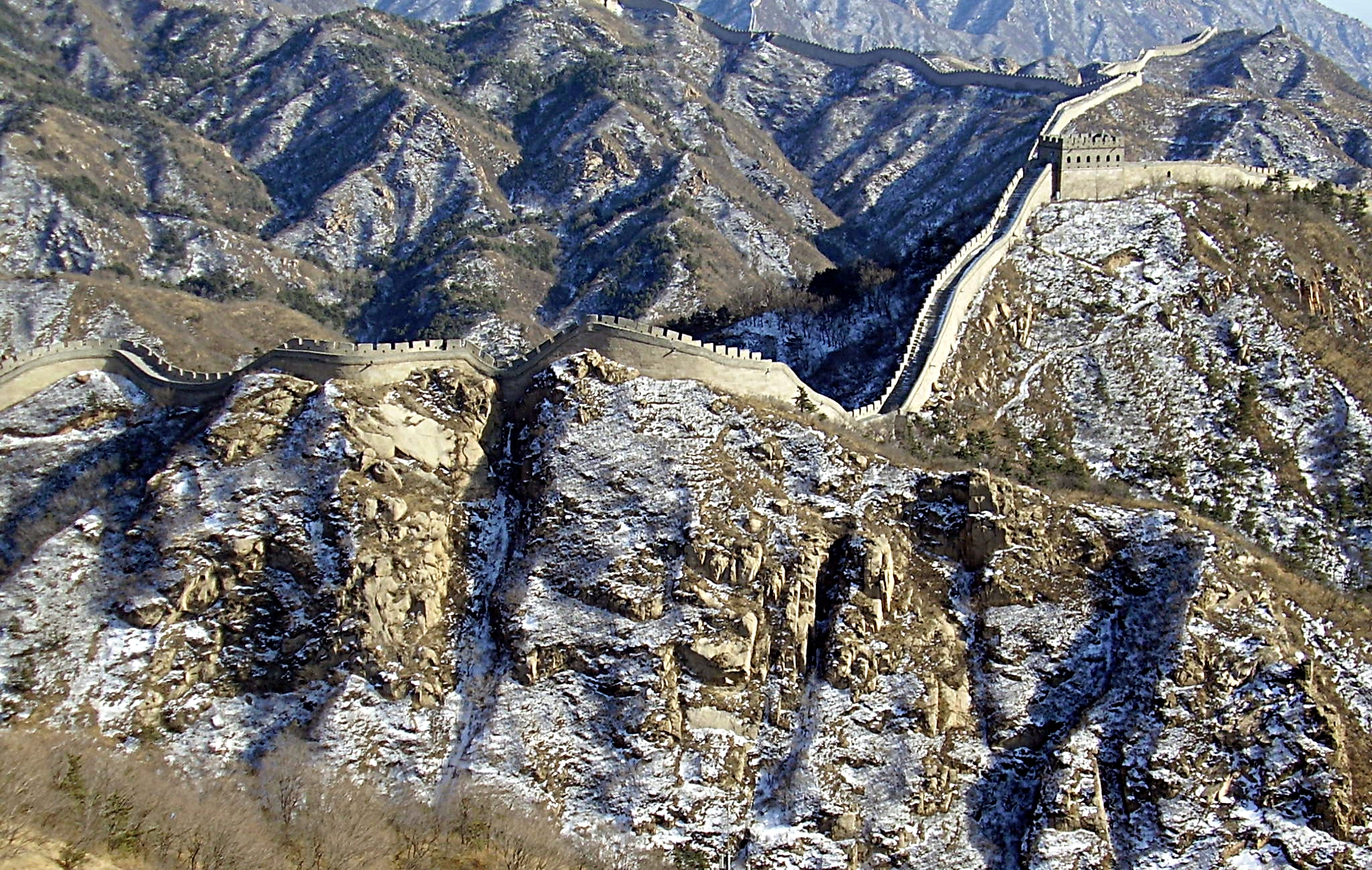
Une section sous la neige de la Grande Muraille près de Pékin.

La Grande Muraille est la plus longue construction humaine au monde.
Elle parcourt environ 6 700 kilomètres. Des études par satellite ont montré que de nombreux segments, d'une longueur totale d'environ 1 000 kilomètres, étaient de nos jours enfouis sous terre.
Sa largeur varie entre cinq et sept mètres en moyenne et sa hauteur entre cinq et dix-sept mètres. Elle est ponctuée de tours de guet carrées (hautes de 15 m au moins, distantes en moyenne de 75 m, soit la distance de deux portées de flèche) et de bastions sur toute sa longueur. Elle est impressionnante sur les milliers de kilomètres proches de Pékin, la capitale. Elle se réduit ailleurs et ressemble à une imposante levée de terre à certains endroits. Elle a été fabriquée avec de la pierre, du ciment, de la terre, des briques d'argile. Il a été découvert récemment qu'il avait été incorporé 3 % de riz gluant dans le mortier ce qui avait considérablement renforcé sa résistance. En revanche les mêmes études n'ont révélé aucune présence d'éléments osseux dans ce mortier contrairement à la légende, qui disait que sa solidité et sa blancheur était liée à la présence d'os humains.

## Visibilité de l'espace

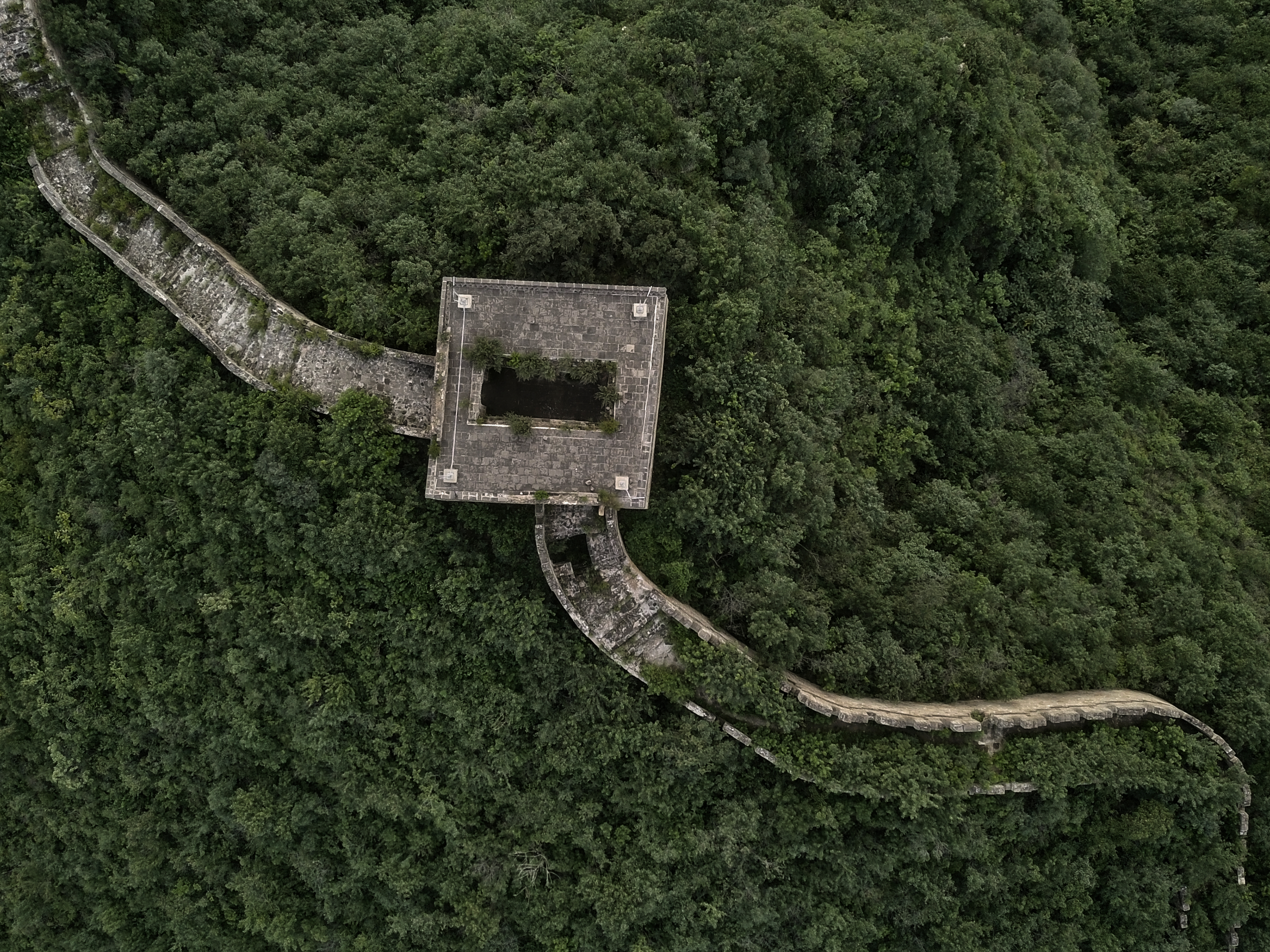
Une tour de guet sur la section Dazhuangke de la Grande Muraille à Pékin, en Chine.

Contrairement à une idée reçue, cette construction n'est pas visible à l'œil nu depuis la Lune. C'est William Stukeley qui, dès 1754, aurait émis cette simple hypothèse.
La question de savoir si la muraille est visible depuis une orbite basse est disputée. D'après l’astronaute Leroy Chiao à l’issue de son séjour de six mois dans la station spatiale internationale, elle est bien visible depuis l'espace, avec cliché à l’appui. L'information a fait la une du quotidien China Daily, contredisant le taïkonaute Yang Liwei qui avait assuré, lors de son séjour spatial en 2003, n'avoir vu aucune trace de la muraille. Cependant, « visible depuis l'espace » avec photo à l'appui ne signifie pas nécessairement « à l’œil nu » : En 2004, le micro-satellite PROBA de l'Agence spatiale européenne, contrôlé depuis la station de Redu en Belgique, prend une photo de la muraille depuis une altitude de 600 km, mais grâce à une caméra HRC (High Resolution Camera) compacte dont la résolution est supérieure à celle de l'œil humain.[réf. nécessaire]
L'acuité visuelle normale de 10/10 permet (par définition) un pouvoir séparateur d'une minute d'arc, soit sensiblement 0,3 mil angulaire, et il est physiologiquement impossible d'avoir une acuité supérieure à 20/10. Si l'on retient la convention que la limite de l'espace est la ligne de Kármán, à 100 km d'altitude, une vision normale  pourra séparer 30 m à cette distance sans instrument (et donc 15 m pour une vision théorique de 20/10). La muraille proprement dite faisant au plus dix mètres de large, il n'est physiologiquement pas possible pour un œil humain de voir à l’œil nu la muraille proprement dite depuis l'espace (contrairement, donc, à la pyramide de Khéops), il s'en faut d'un facteur trois à quatre même pour une excellente vision. En revanche, certaines tours peuvent être significativement plus larges que la muraille elle-même, et il est théoriquement possible de les distinguer depuis l'espace, à condition de savoir où regarder.
De même, son ombre serait observable par un œil humain avec un soleil suffisamment bas sur l'horizon sur cette partie de la Terre.[réf. nécessaire]
S'agissant de la visibilité depuis la Lune, située à un peu moins de 400 000 km, la longueur de la grande muraille (de l'ordre de 400 km) la fait apparaître sous un angle de l'ordre d'un mil angulaire : un objet de ce diamètre serait effectivement visible depuis la Lune. Mais ce n'est pas le cas de la grande muraille, non pas parce que sa longueur est insuffisante, mais parce que sa largeur l'est.

## Tourisme
La Grande Muraille de Chine est une des principales attractions touristiques du pays. Environ dix millions de personnes la visitent chaque année.
Les endroits les plus fréquentés sont[réf. nécessaire] les passes de Badaling, Mutianyu, Simatai, le fort de Juyongguan, Xifengkou, le fort de Jiayuguan et le fort de Shanhaiguan.

Grande Muraille de Chine à Mutianyu en 2015
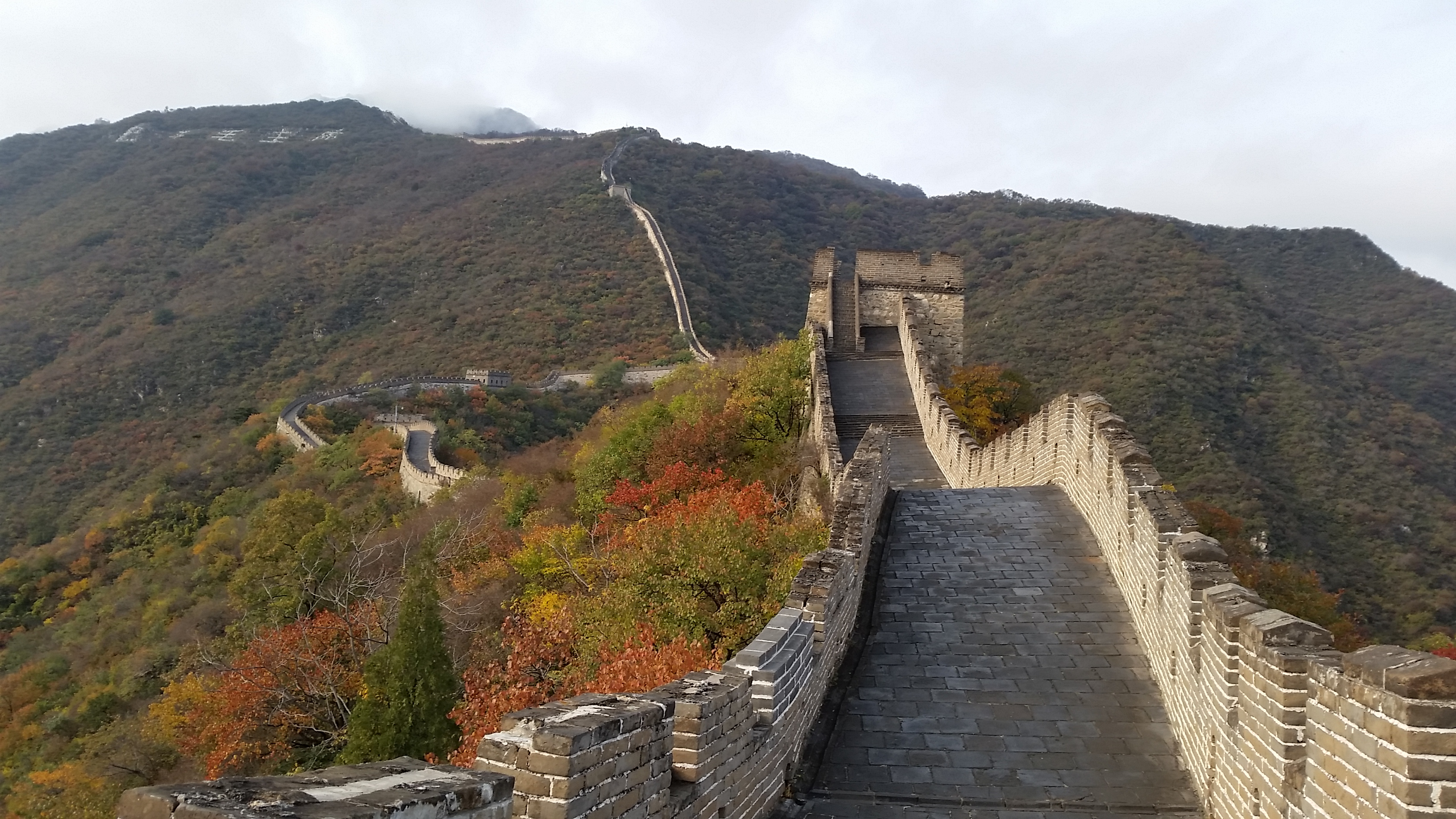
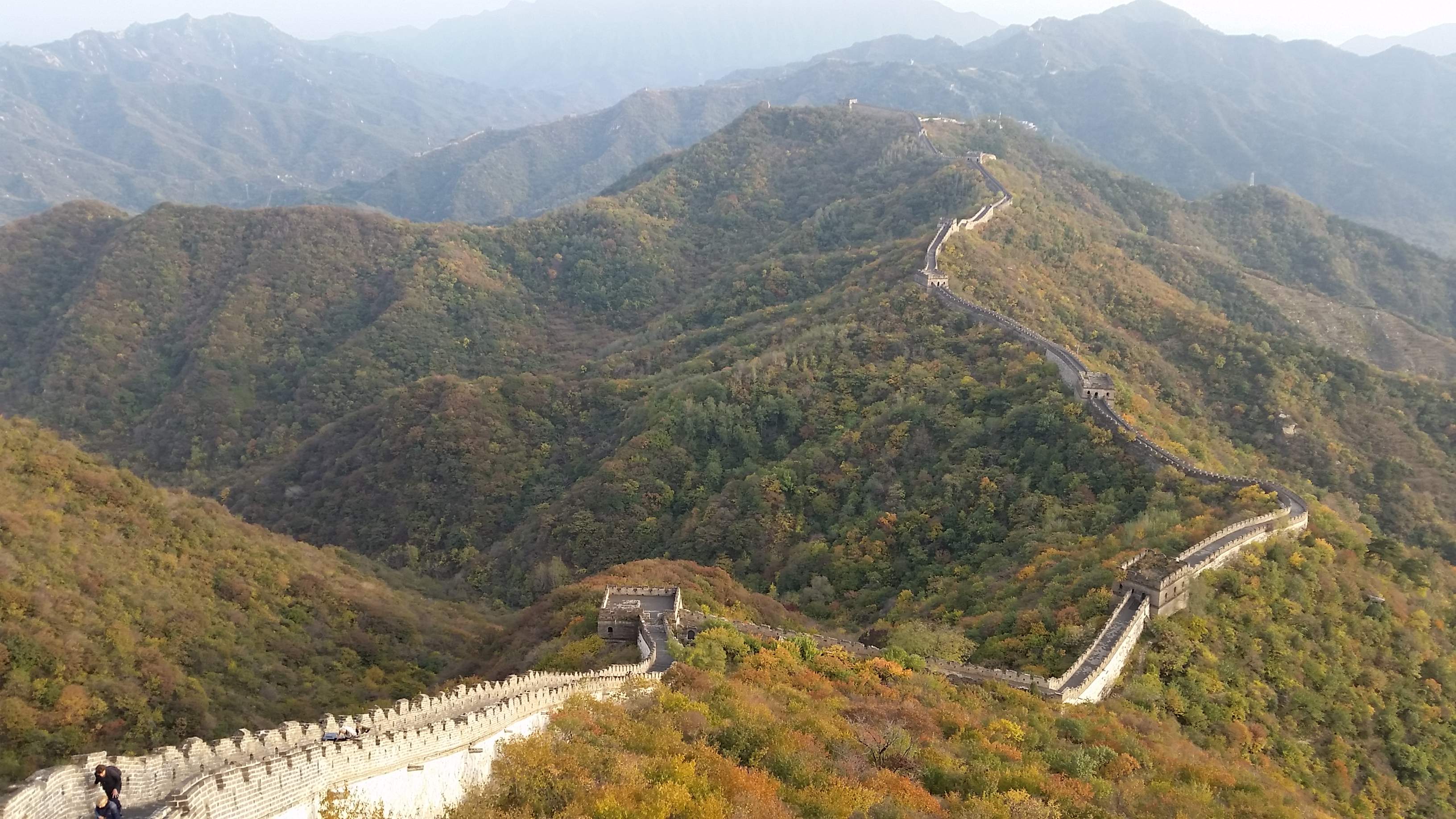

## Divers
- On prête à la Grande Muraille la réputation d'être le plus grand cimetière du monde. Environ 10 millions d'ouvriers sont morts pendant les travaux[17][source insuffisante][18]. Ils n'ont pas été enterrés dans la muraille elle-même (contrairement à ce que raconte, par exemple, la légende de Meng Jiangnü), mais dans ses environs immédiats.
- Pendant la révolution culturelle, les rebelles et les gardes rouges s'en prenaient aux monuments et aux lieux de culte : plusieurs briques de la Grande Muraille de Chine furent enlevées pour construire des porcheries[19].
- Le 7 juillet 2007, la Muraille a été désignée comme l'une des Sept nouvelles merveilles du monde par un organisme non officiel et à caractère commercial (NewOpenWorld Foundation)[réf. nécessaire].

## Dans les arts et la culture

### Filmographie

#### Cinéma
- 1987 : Superman 4 réalisé par Sidney J. Furie, une partie de la muraille est détruite par Nuclear Man et reconstruite par Superman.
- 1998 : Dans la séquence d'introduction du film d'animation des studios Disney Mulan, on peut voir une attaque des Huns sur la Grande Muraille.
- 2003 : Dans Tomb Raider, Le berceau de la vie, Lara Croft (Angelina Jolie) et Terry Sheridan (Gerard Butler) roulent près de la Grande Muraille à moto.
- 2008 : Dans le film La Momie : La Tombe de l'empereur Dragon, film américain réalisé par Rob Cohen, la bataille finale se déroule au pied de la Grande Muraille.
- 2010 : Karaté Kid, film américain mettant en vedette Jackie Chan et Jaden Smith, le jeune garçon s'entraîne au Kung Fu sur la Grande Muraille.
- 2010 : Dans le film Les Chemins de la liberté, les évadés du Goulag franchissent la muraille de Chine en venant de la Mongolie et se dirigeant vers le Tibet.
- 2016 : Dans La Grande Muraille (The Great Wall, 長城) de Zhang Yimou (2016), la Grande Muraille est l'ultime rempart empêchant une horde de monstres d'anéantir l'humanité.

#### Télévision
2012 : Dans les épisodes 15,16,17,18 et 19 des Mystérieuses Cites d'Or

##### Série
- 1999 : Courage, le chien froussard : saison 4 épisode « Sous le chien dort le tigre », la muraille apparait.
- 2002 : South Park saison 6 épisode 11 - « Les enlèvements d'enfants, c'est pas marrant ». Mme le Maire demande au Chinois Tuong Lu Kim, propriétaire du restaurant City Wok, d'édifier une muraille comme dans son pays mais les Mongols l'attaquent.
- 2007 : Phinéas et Ferb saison 3 épisode 29 La Dynastie Doof, à la fin de l'épisode les enfants achèvent la construction de la Muraille.
- 2014 : Marco Polo, la Grande Muraille est visible.

### Jeu

#### Jeu de société
The Great Wall est un jeu de société publié par Awaken Realms en 2021

#### Jeux vidéo
La Grande Muraille a servi de décor dans de nombreux jeux vidéo ; citons pour les principaux :
- Dans Tomb Raider II, le premier niveau de jeu se déroule sur la Grande Muraille.
- Dans The Simpsons: Bart vs. the World, Bart doit descendre la Grande Muraille à skateboard tout au long du deuxième niveau.
- Dans Crash Bandicoot 3: Warped, plusieurs missions sont disponibles à dos de tigre le long de la Grande Muraille.
- Dans l'expansion Euro Force du jeu Battlefield 2, un niveau simule une attaque de l'Union européenne contre la Chine en passant par la Grande Muraille (en entrant par la Russie).
- Dans Titan Quest, lors du passage en Asie, il est impératif de passer par la Grande Muraille.
- Dans Moto Racer, une des courses de moto cross a pour décors la Grande Muraille, qui forme cependant une boucle.
- Dans Sonic Unleashed, les missions du niveau Dragon road (chu han) donnent l'impression d'être sur la Grande Muraille.
- Dans Age of Empires II: The Age of Kings, elle est représentée dans le troisième niveau de la campagne de Gengis Khan sous la forme d'une triple rangée de murs fortifiés, comportant des donjons à intervalles réguliers, et traversant la carte de part en part sur toute sa surface terrestre.
- Dans la série Civilization, la Grande Muraille fait partie des merveilles qui peuvent être construites.
- Dans  Les Sims 3 : Destination Aventure, en allant à Shang Simla, en Chine, la Grande Muraille est présente en tant que décor.
- Dans Street Fighter Alpha, le stage de Chun-Li représente la Grande Muraille.
- Dans Dead Or Alive 2 Ultimate, les personnages peuvent se battre sur ce qui semble être la Grande Muraille de Chine.
- Dans Let's Golf! 3, certains trous du parcours chinois ont pour décor la muraille de Chine.
- Dans Empereur : L'Empire du milieu, l'objectif d'une mission est de construire la Grande Muraille de Chine
- Dans World of Warcraft, sur l'île de Pandarie, une muraille semblable à la Grande Muraille de Chine sépare le continent en deux, notamment pour protéger le peuple Pandaren des invasions mantides.
- Dans Inspecteur Gadget: Advance mission, sur Game Boy Advance.
- Dans Assassin's Creed Chronicles : China, les deux derniers chapitres se passent à la Grande Muraille de Chine sous la dynastie Ming, la Muraille est alors attaquée par Altan Khan et ses Mongols.
- Dans Wargames, lors d'une cinématique, les robots du W.O.P.R. enfoncent une partie de la Grande Muraille de Chine afin d'entrer en Chine, ce qui initie la mission du joueur.

### Folklore
La légende de Meng Jiangnü est en rapport avec la Grande Muraille.

## Galerie de photos

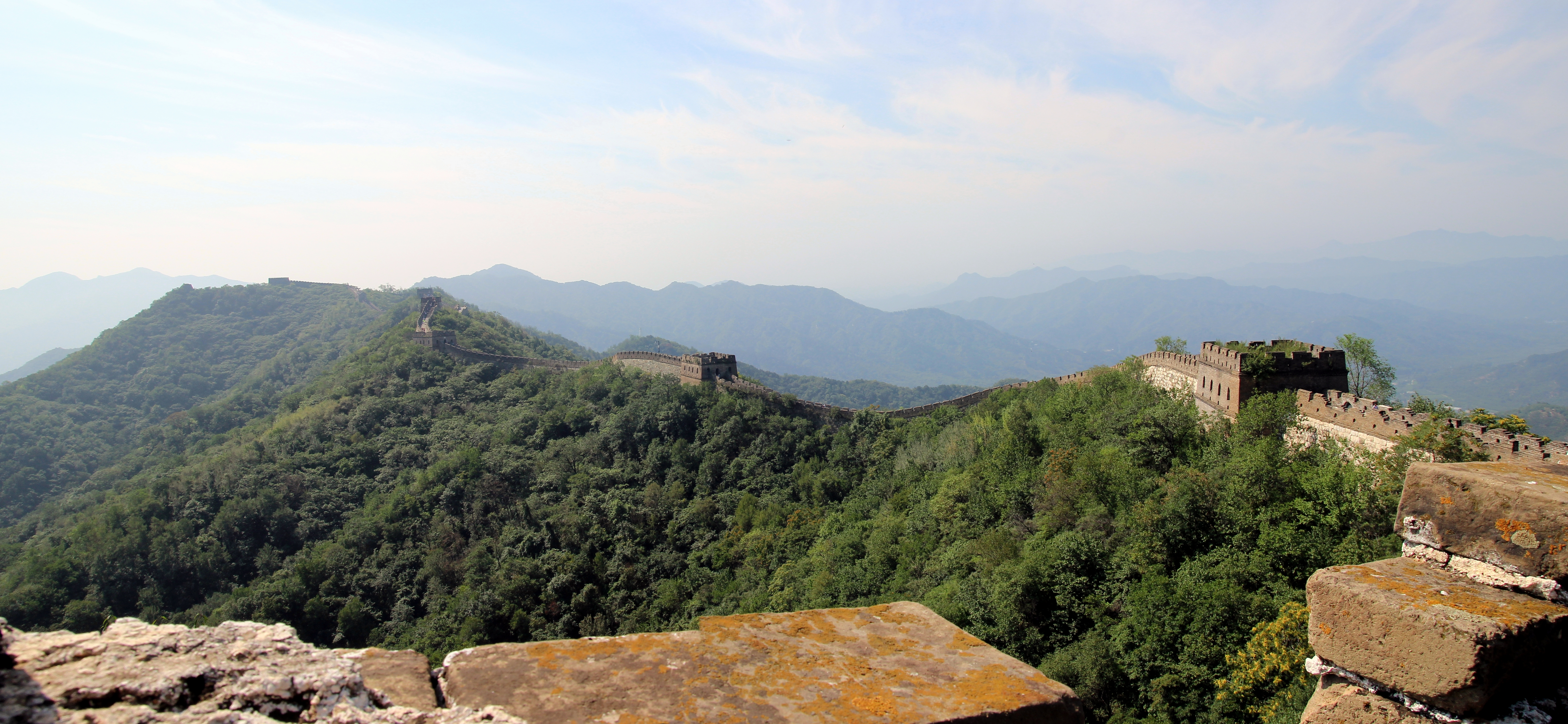
La Grande Muraille de Chine, secteur de Mutianyu.
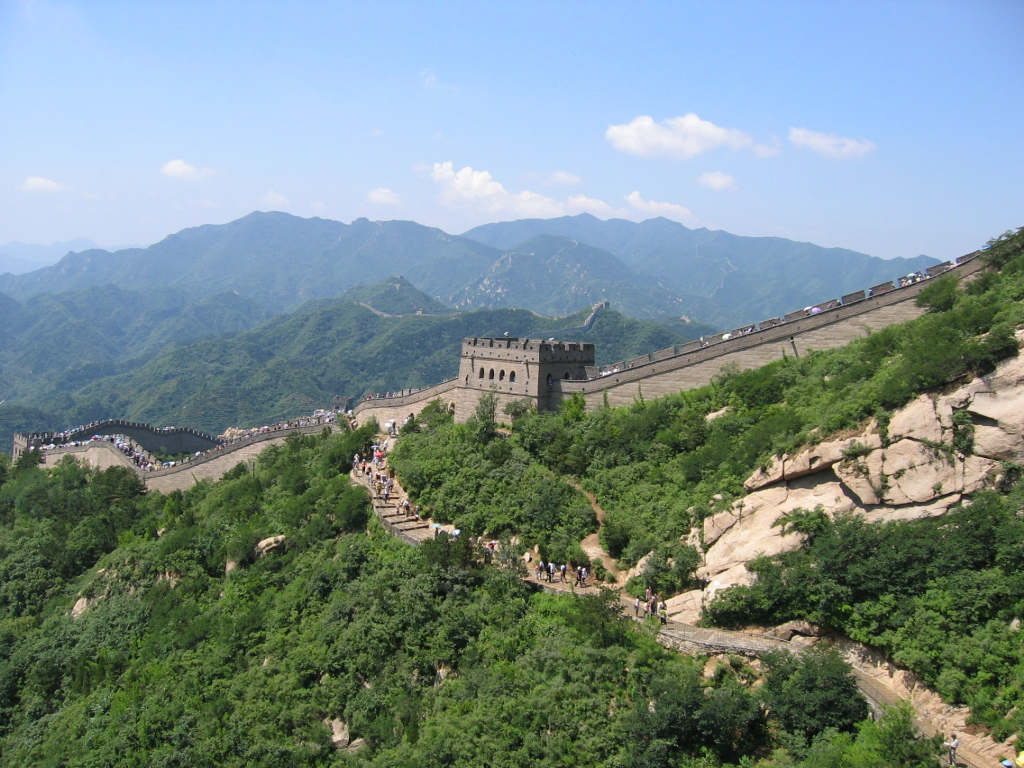
La Grande Muraille à Badaling.
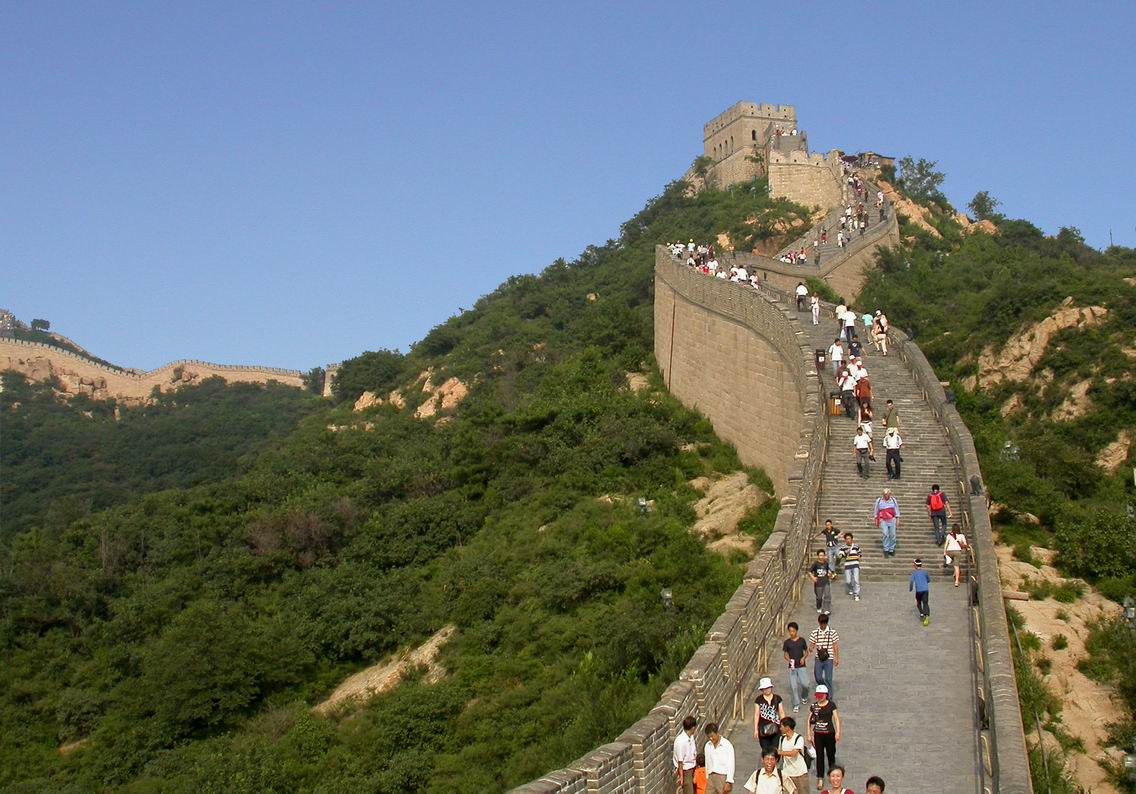
Vue de Badaling.
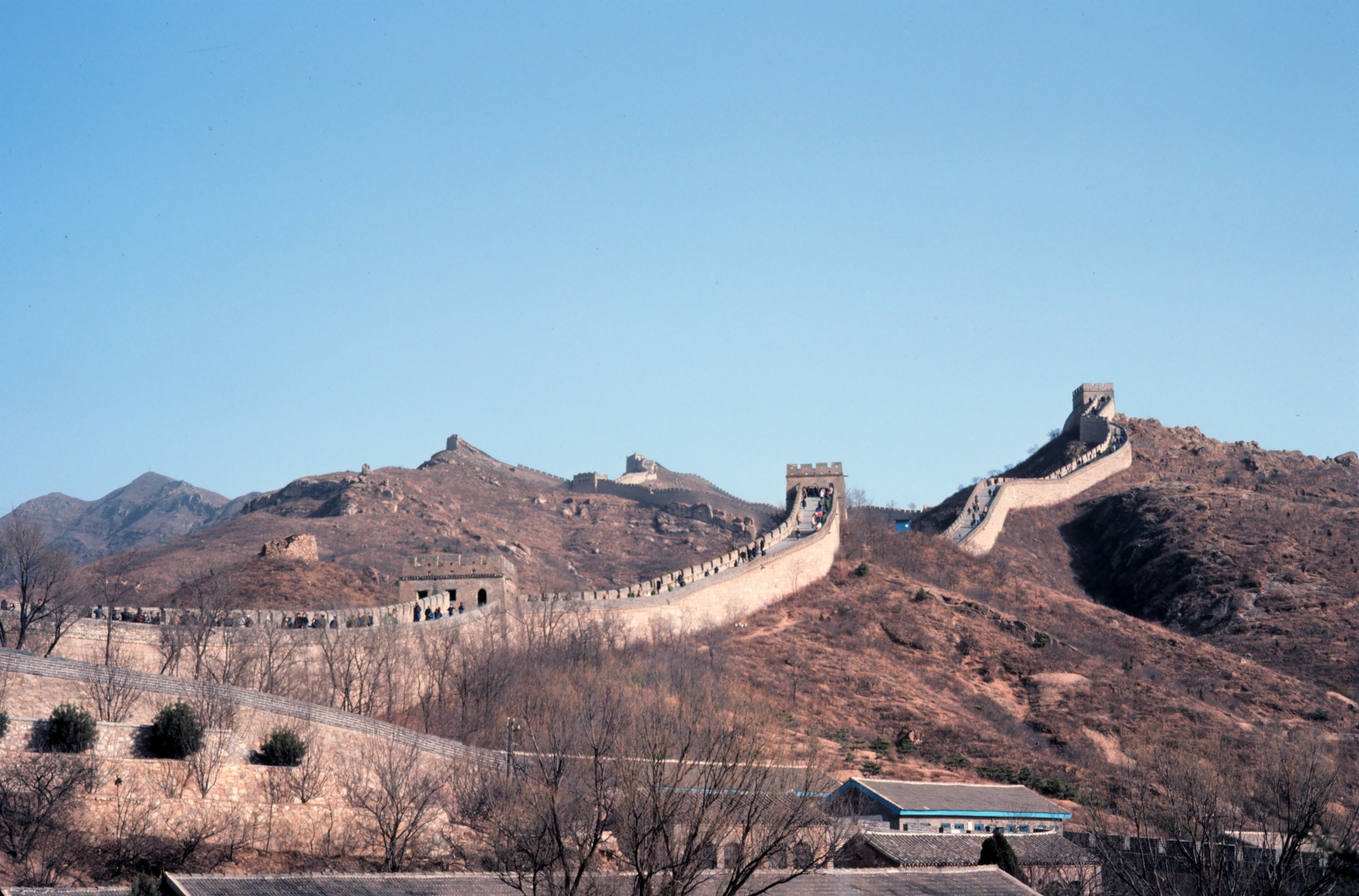
Autre vue de Badaling.
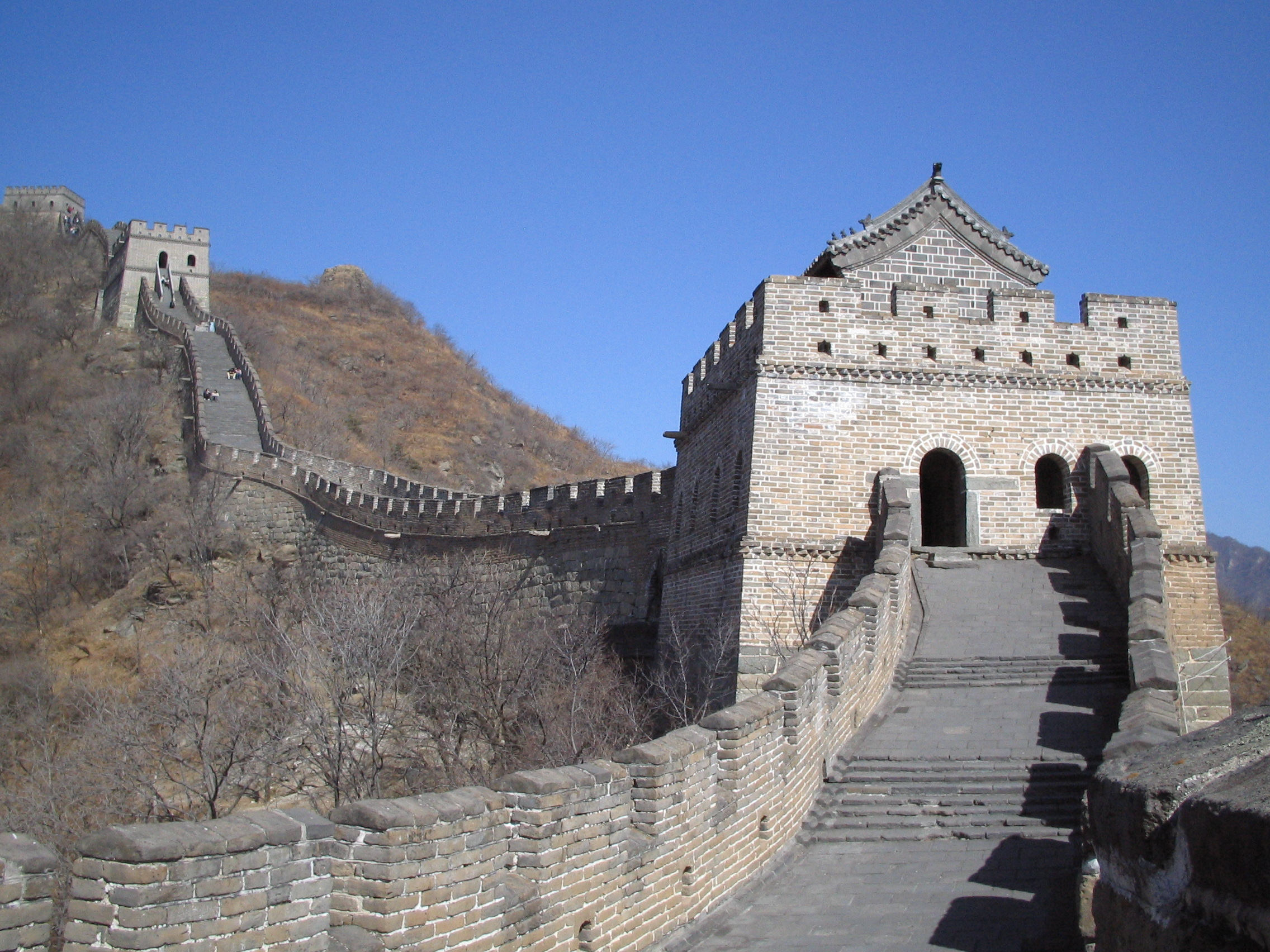
À Mutianyu, près de Pékin.
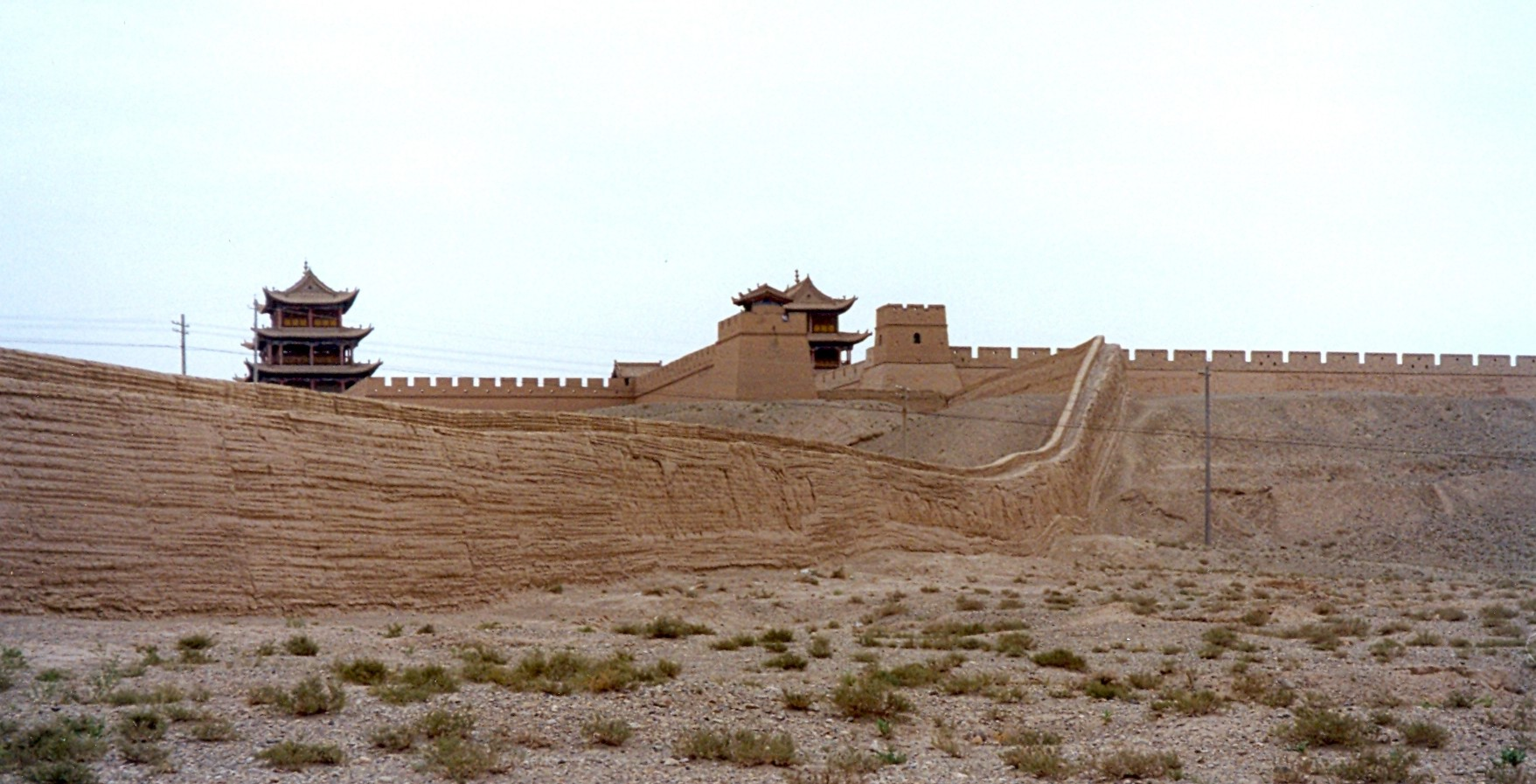
Une section à Jiayuguan, à l'extrême ouest.
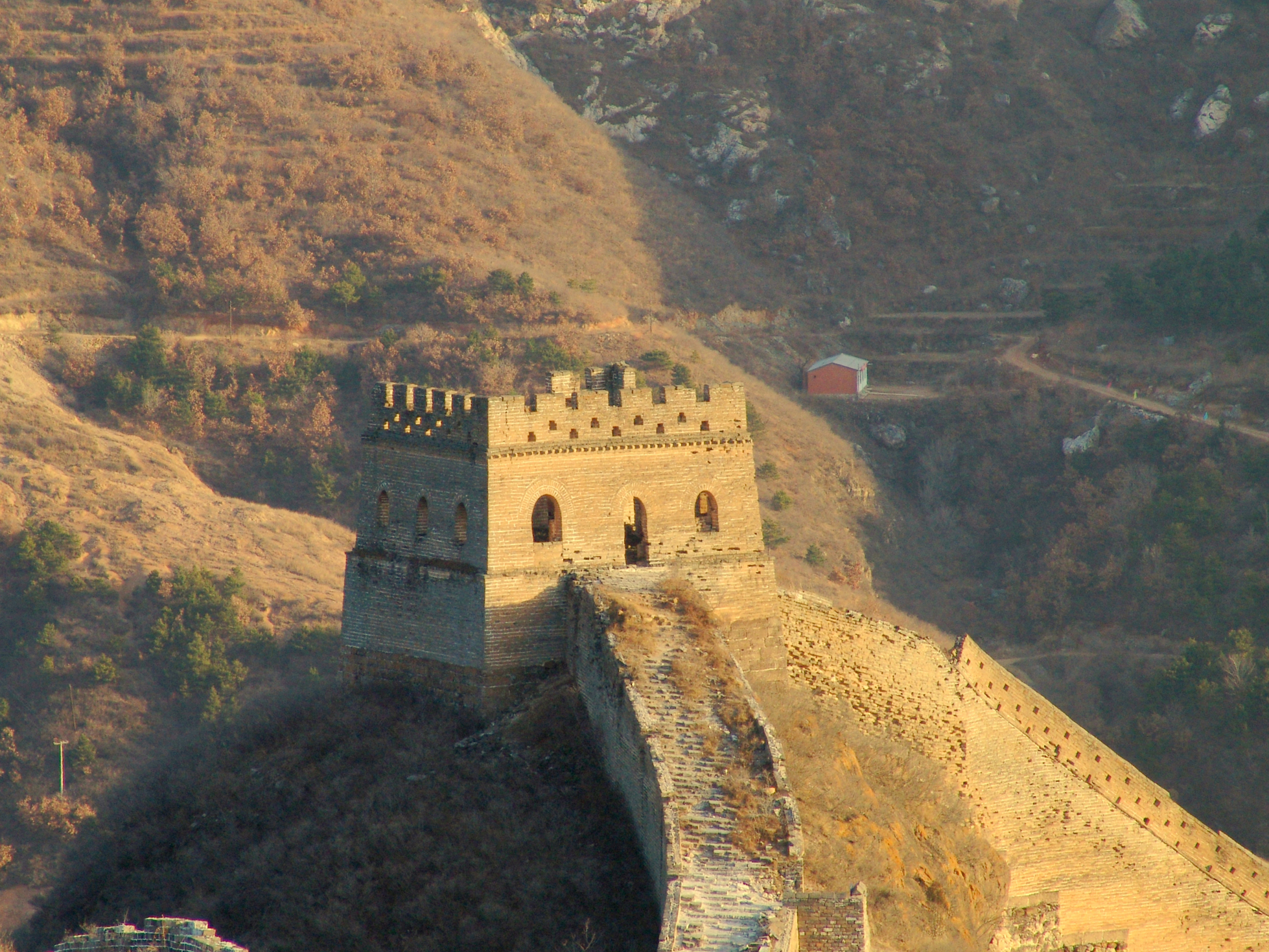
Entre Simatai et Jinshanling.
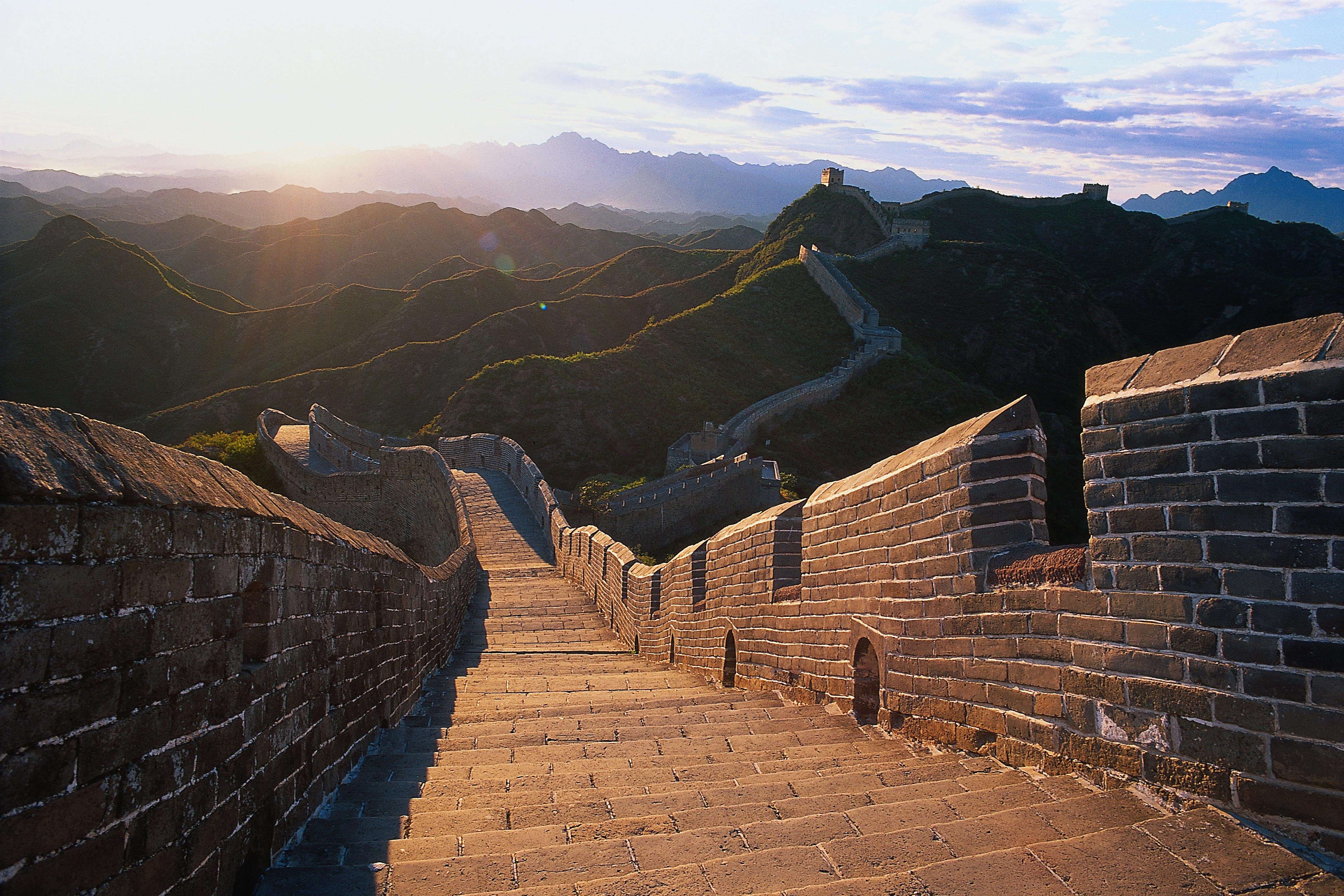
Lever de soleil sur la Grande Muraille.
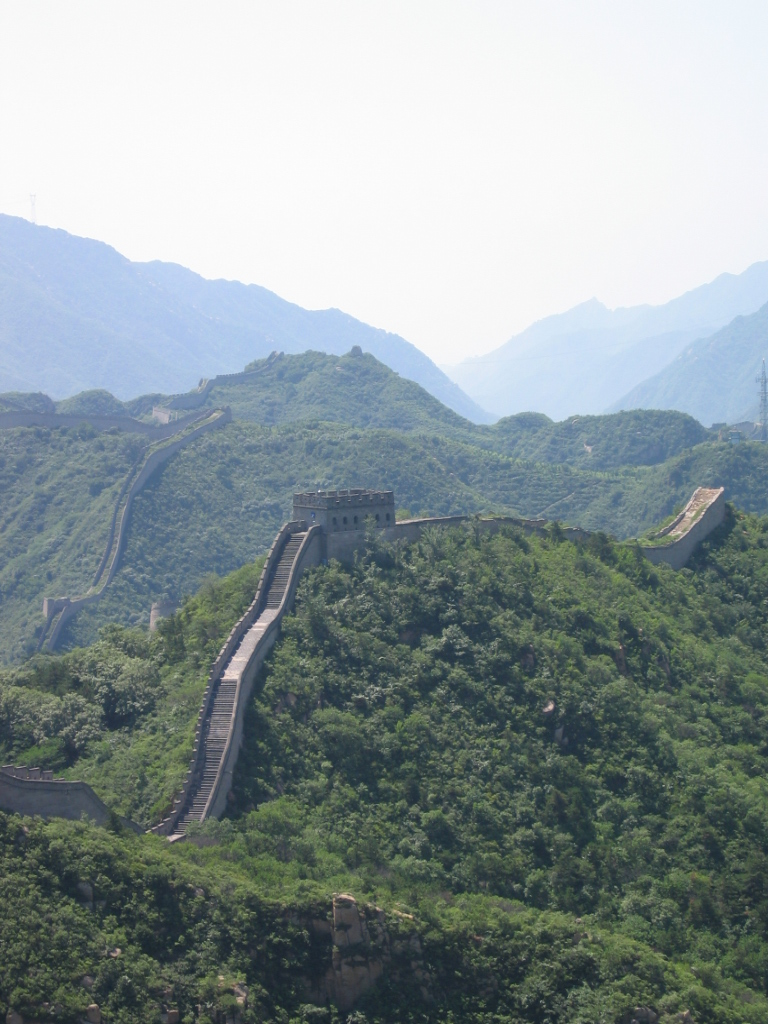
Section près de Badaling.
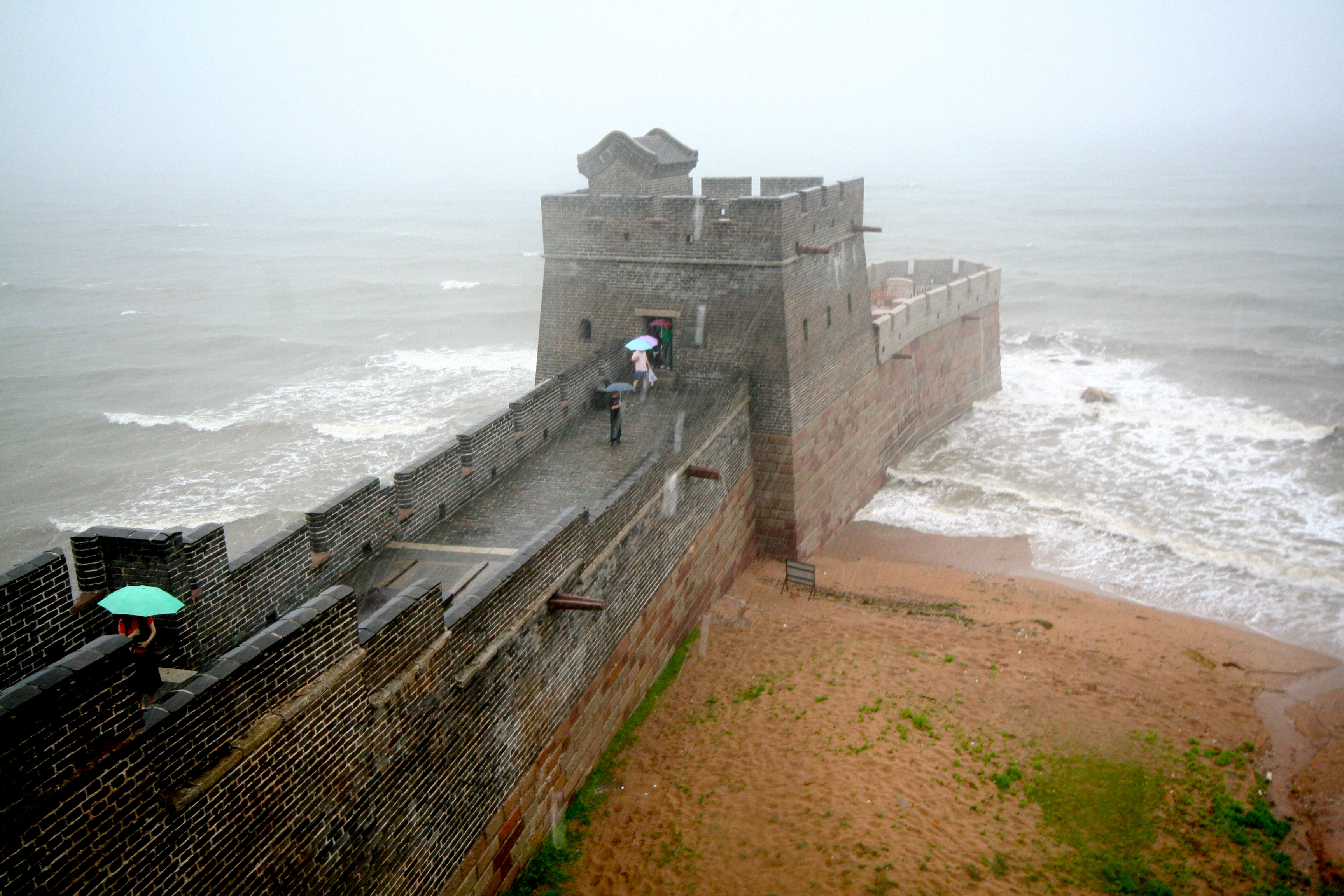
Extrémité de la Grande Muraille rejoignant la mer de Bohai.
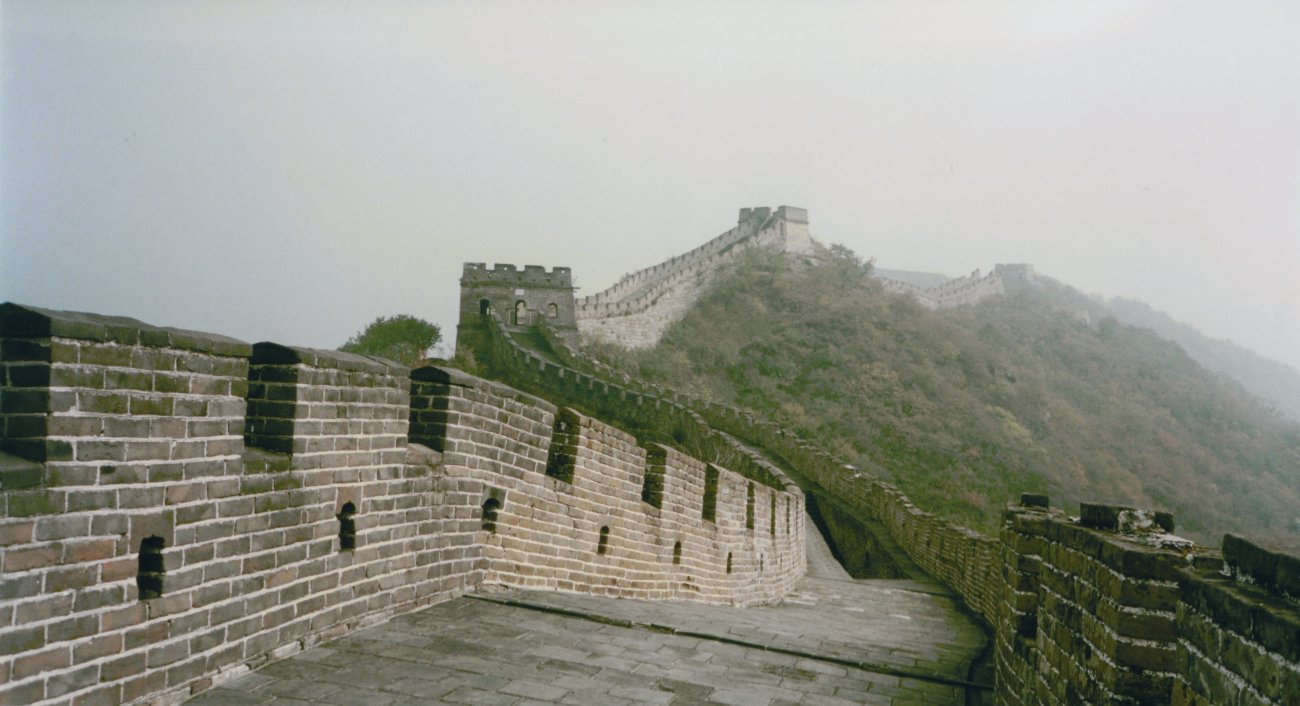
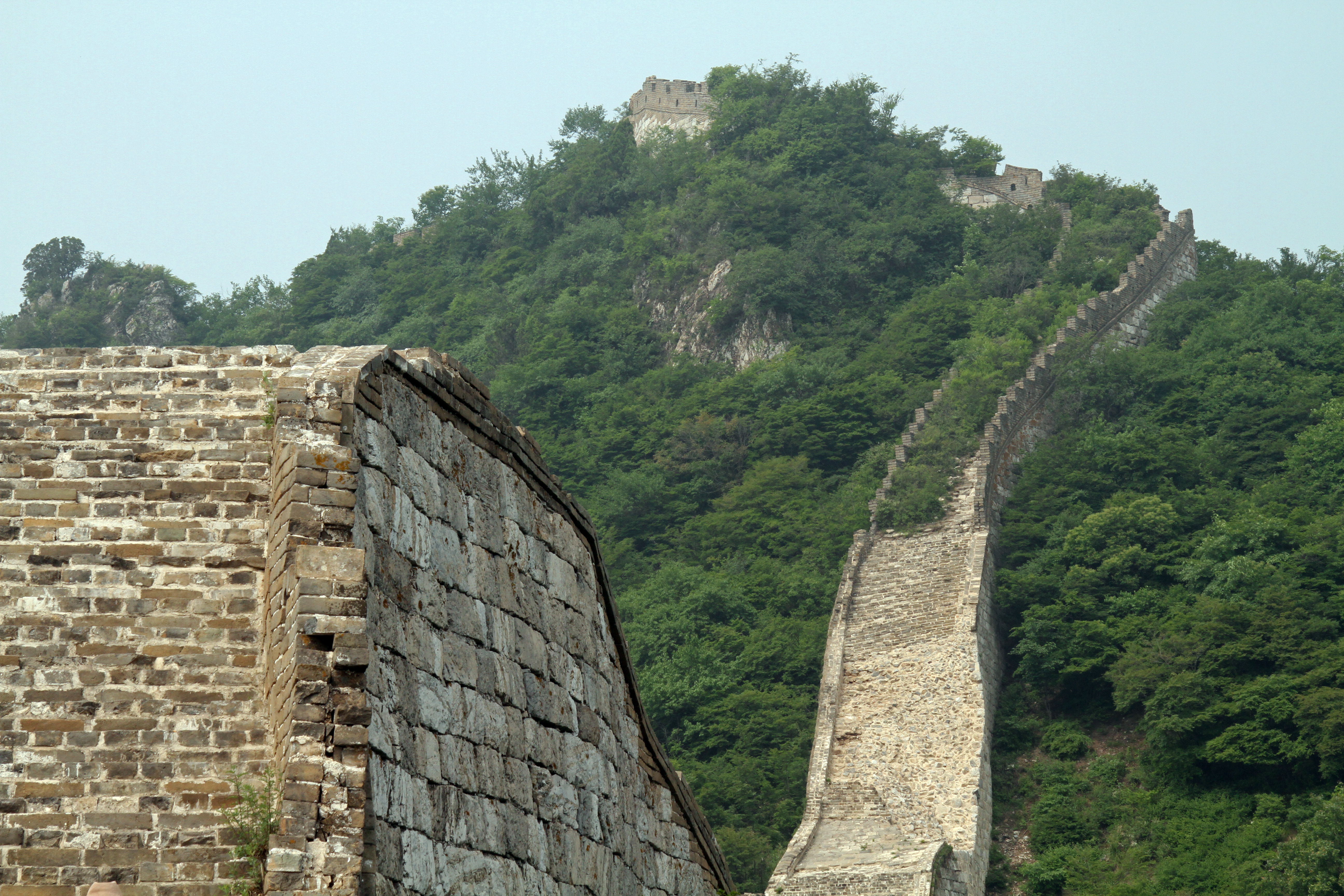
Vue à Jiankou.